# Chimpui
Chimpui (チンプイ, Chinpui) est une série de mangas japonais, créée par Fujiko Fujio, par la suite devenue un anime.

## Personnages
- Chimpui, un extraterrestre ressemblant à une souris, qui raconte le mariage du prince avec une fille nommée Eri. Parfois, il aide Eri sur Terre ou sur Mahl[1].